# Xakhriar Mamediàrov
Xakhriar Hamid oglu Mammadiàrov (en àzeri: Şəhriyar Məmmədyarov), més conegut com a Xakhriyar Mamediàrov, o pel seu renom Xakh (nascut el 12 d'abril de 1985 a Sumqayit, Azerbaidjan), és un jugador d'escacs àzeri, que té el títol de Gran Mestre des de 2002.
A la llista d'Elo de la FIDE de l'abril de 2022, hi tenia un Elo de 2771 punts, cosa que en feia el jugador número 1 (en actiu) de l'Azerbaidjan, i el 10è millor jugador del rànquing mundial El seu màxim Elo va ser de 2817 punts, a la llista de novembre de 2018 (posició 6 al rànquing mundial).

## Resultats destacats en competició
El 2002 establí un rècord, en guanyar el Campionat d'Europa Sub-18 amb 10 punts d'11 possibles. El 2003 va guanyar tant el Campionat del món Sub-18 com el Campionat del món juvenil, i va repetir la victòria el 2005 (esdevenint així l'únic jugador que ha guanyat aquest campionat dos cops), amb una increïble performance de 2953 després de vuit rondes. Això li va permetre d'obtenir una invitació per al fort Torneig Essent de 2006, el qual va guanyar (igualment com feu a l'edició de 2007) assolint així fama mundial.
El 2005 va participar en la Copa d'Europa de Clubs, representant l'equip turc Eczacibasi Istanbul, i hi va fer la segona millor performance (2913) de tots participants (només per sota de Vasil Ivantxuk). A finals d'any, va participar en la Copa del món de 2005 a Khanti-Mansisk, un torneig classificatori per al cicle del Campionat del món de 2007, on tingué una mala actuació i fou eliminat en segona ronda per Ievgueni Naier.
Mamediàrov quedà empatat al primer lloc amb tres altres jugadors (però fou quart per desempat, el guanyador fou Baadur Jobava), a l'Aeroflot Open de Moscou el febrer de 2006, amb una puntuació de 6½/9. L'octubre de 2006, va guanyar el Torneig Essent a Hoogeveen amb 4½ de sis partides, superant na Judit Polgár per Sonneborn-Berger.
El maig de 2007, va ser tercer, a mig punt del campió Vesselín Topàlov, al III Torneig d'escacs M-tel, a Sofia. A la Copa del Món de 2007 Mamediàrov va avançar fins a la tercera ronda, quan fou eliminat per Ivan Txeparínov.
Va realitzar la millor actuació individual al Campionat del món per equips de 2009. El setembre de 2009, fou segon al 4t obert de Kolkata (el campió fou Lê Quang Liêm).
El 2010, empatà al primer lloc amb Vladímir Kràmnik i Gata Kamsky a la Copa President a Baku. El mateix any, empatà al primer lloc al Memorial Mikhaïl Tal, tot i que fou tercer per desempat, rere Levon Aronian i Serguei Kariakin.
El maig de 2011 fou nominat per l'organització per participar en Kazan en el Torneig de Candidats de 2011 per determinar qui disputarà contra Viswanathan Anand el títol mundial de 2012. Allà, va perdre contra Borís Guélfand als quarts de final de la competició.
Entre l'agost i el setembre de 2011 participà en la Copa del món de 2011, a Khanti-Mansisk, un torneig del cicle classificatori pel Campionat del món de 2013, i hi tingué una raonable actuació. Avançà fins a la tercera ronda, quan fou eliminat per Yaroslav Zherebukh (1½-2½).
L'agost de 2013 participà en la Copa del Món de 2013, on tingué una bona actuació, i arribà a la quarta ronda, on fou eliminat per Gata Kamsky ½-1½.
El juny de 2016 guanyà el Torneig de Shamkir després de finalitzar amb 6 punts els mateixos que el GM Fabiano Caruana, que el derrotà després en el play-off de desempat per 2½ a 1½.
Entre el 23 de juliol i l'1 d'agost de 2018 va participar al 51è Torneig de GMs de Biel, i hi tingué una magnífica actuació, acabant campió i imbatut, amb 7.5/10 (+5–0=5), un punt i mig per davant del segon, Magnus Carlsen.

### Participació en competicions per equips

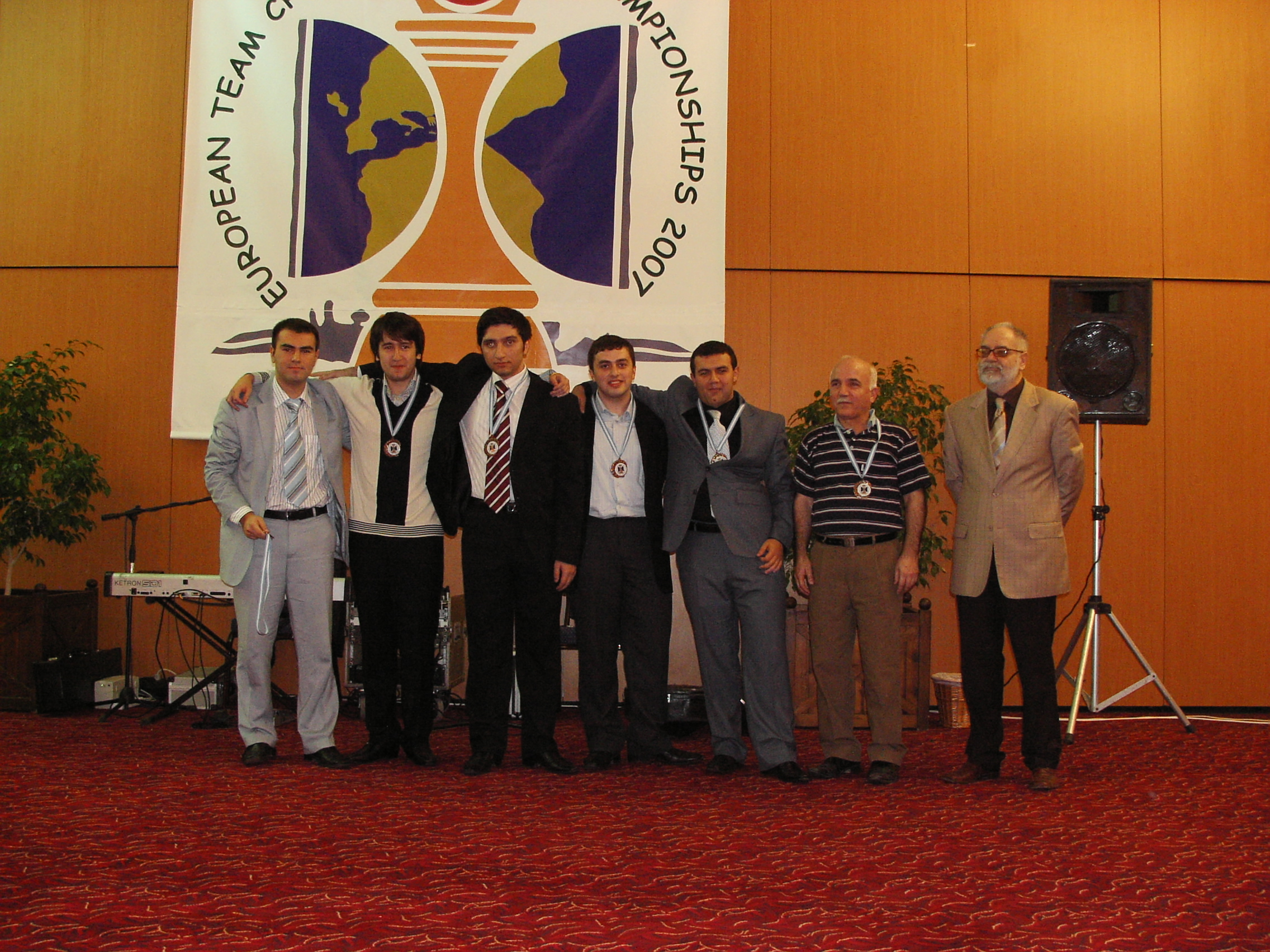
Shahriyar amb l'equip de l'Azerbaidjan que obtingué la medalla de bronze al Campionat d'Europa per equips el 2007.

Mamediàrov va jugar, representant l'Azerbaidjan a les Olimpíades d'escacs de 2000, 2002, 2004, 2008 i 2010. El 2009, va formar part de l'equip àzeri que va guanyar la medalla d'or al Campionat d'Europa per equips celebrat a Novi Sad. El 2011 va formar part de l'equip de l'Azerbaidjan que va guanyar la medalla d'argent al Campionat d'Europa per equips jugat a Porto Carras el 2011, conjuntament amb Eltaj Safarli, Teimur Radjàbov, Vugar Gaixímov i Qadir Huseynov.

## Estil de joc
Mamediàrov és conegut pels seus experiments a l'obertura, i perquè juga sovint variants secundàries com ara la defensa Alekhine o el gambit Budapest.
L'MI Goran Antunac va escriure que Mamediàrov és un virtuós en la conducció de les peces, ja que sempre sap trobar les millors caselles per situar-les.

## Controvèrsia
Mamediàrov va generar contròvèrsia durant el torneig Aeroflot Open celebrat a Moscou entre el 17 i el 26 de febrer 2009. Després de perdre contra un jugador inferior, Igor Kurnosov en 21 moviments, va dir que sospitava que el seu rival rus havia fet trampes, ja que en Kurnosov abandonava la sala de joc després de cada jugada, va refusar unes taules a la jugada 14, i feia unes jugades inusualment fortes per a un jugador del seu nivell. Els àrbitres no van trobar cap prova que impliqués en Kurnosov, i Mamediàrov va retirar-se del torneig com a mesura de protesta.

## Vida personal
El seu entrenador personal és el seu pare, que és un exboxador, i mai ha estat jugador d'escacs professional. Xakhriar té dues germanes, Zeinab Mamediàrova i Turkan Mamediàrova, que són ambdues Gran Mestre Femení (WGM).

## Victòries en torneigs d'elit
- 2010 Memorial Mikhaïl Tal, Moscou, Rússia, 1r
- 2009 Chess Classic, Mainz, 1r[41]
- 2008 Rapid Tournament, Corsica, 1r
- 2007 Rapid Tournament, Czech Republic, 1r
- 2006 Hoogoven Essent Tournament, 1r
- 2006 Mainz Germany Tournament, 1r
- 2006 Aeroflot Open, Moscou, Rússia, 1r
- 2006 Reykjavík Iceland Tournament, 1r
- 2006 The President's Cup, Baku, Azerbaijan 1r[42]
- 2005 Guanyador del Campionat del món juvenil, Istanbul[8]
- 2004 Dubai Open, Dubai, 1r[43]
- 2003 Guanyador del Campionat del món Sub-18
- 2003 Guanyador del Campionat del món juvenil,[8] Nakchivan City, Azerbaidjan[44]

## Partides notables
- Shakhriyar Mamedyarov vs Gata Kamsky, Mtel Masters 2007, defensa eslava (D10), 1-0.
- Shakhriyar Mamedyarov vs Vassily Ivanchuk, Memorial Tal 2007, defensa semieslava (D43), 1-0.
- Shakhriyar Mamedyarov vs Magnus Carlsen, Baku Grand Prix 2008, defensa índia de dama, variant Kràmnik (E17), 1-0.
- Vladimir Kramnik vs Shakhriyar Mamedyarov, Torneig Melody Amber (Ràpides) 2008, defensa Budapest (A52), 0-1.